# Klæbu
Klæbu és un antic municipi situat al comtat de Sør-Trøndelag, Noruega. Té 6.067 habitants (2016) i té una superfície de 186.36 km².